# Biagio Colaianni
Biagio Colaianni (Matera, 3 giugno 1957) è un arcivescovo cattolico italiano, dal 6 dicembre 2023 arcivescovo metropolita di Campobasso-Boiano.

## Biografia
È nato a Matera, città capoluogo di provincia e sede arcivescovile, il 3 giugno 1957.

### Formazione e ministero sacerdotale
Ha frequentato la Pontificia facoltà teologica dell'Italia meridionale a Napoli.
Il 7 maggio 1983 è stato ordinato diacono, nella cattedrale di Matera, dall'arcivescovo Michele Giordano, che lo ha ordinato anche presbitero il 9 giugno dell'anno seguente.
Dopo l'ordinazione ha perfezionato gli studi, conseguendo la licenza in teologia spirituale presso la Pontificia Università Gregoriana di Roma.
Dopo esserne stato vicerettore, ha ricoperto il ruolo di rettore del seminario maggiore interdiocesano di Basilicata "Giovanni Paolo II", con sede a Potenza (2007-2012).
Dal 2019 al 2023 è stato vicario generale dell'arcidiocesi di Matera-Irsina e moderatore della curia.

### Ministero episcopale
Il 6 dicembre 2023 papa Francesco lo ha nominato arcivescovo metropolita di Campobasso-Boiano; è succeduto a Giancarlo Maria Bregantini, dimessosi per raggiunti limiti d'età. 
Il 10 febbraio 2024 ha ricevuto l'ordinazione episcopale, al PalaSassi di Matera, da Antonio Giuseppe Caiazzo, arcivescovo di Matera-Irsina e vescovo di Tricarico, co-consacranti Salvatore Ligorio, arcivescovo emerito di Potenza-Muro Lucano-Marsico Nuovo, Rocco Pennacchio, arcivescovo metropolita di Fermo, Giancarlo Maria Bregantini, suo predecessore a Campobasso-Boiano, e Francesco Marino, vescovo di Nola. Il 9 marzo seguente ha preso possesso dell'arcidiocesi nella basilica santuario di Maria Santissima Addolorata di Castelpetroso.
Il 29 giugno 2024, solennità dei Santi Pietro e Paolo, ha ricevuto da papa Francesco, nella basilica di San Pietro in Vaticano, il pallio, che gli è stato imposto dal nunzio apostolico Petar Rajič il 10 ottobre seguente nella cattedrale di Campobasso.

## Genealogia episcopale
La genealogia episcopale è:
- Cardinale Scipione Rebiba
- Cardinale Giulio Antonio Santori
- Cardinale Girolamo Bernerio, O.P.
- Arcivescovo Galeazzo Sanvitale
- Cardinale Ludovico Ludovisi
- Cardinale Luigi Caetani
- Cardinale Ulderico Carpegna
- Cardinale Paluzzo Paluzzi Altieri degli Albertoni
- Papa Benedetto XIII
- Papa Benedetto XIV
- Papa Clemente XIII
- Cardinale Bernardino Giraud
- Cardinale Alessandro Mattei
- Cardinale Pietro Francesco Galleffi
- Cardinale Giacomo Filippo Fransoni
- Cardinale Carlo Sacconi
- Cardinale Edward Henry Howard
- Cardinale Mariano Rampolla del Tindaro
- Cardinale Gennaro Granito Pignatelli di Belmonte
- Cardinale Pietro Boetto, S.I.
- Cardinale Giuseppe Siri
- Cardinale Giacomo Lercaro
- Vescovo Gilberto Baroni
- Cardinale Camillo Ruini
- Vescovo Antonio Staglianò
- Arcivescovo Antonio Giuseppe Caiazzo
- Arcivescovo Biagio Colaianni